# Bergiola
Bergiola (nota anche come Bergiola Foscalina) è una frazione del comune italiano di Carrara, nella provincia di Massa-Carrara, in Toscana.

## Geografia fisica
Bergiola sorge su un pianoro sul versante occidentale del monte Brugiana, a 7 km ad est di Carrara. La frazione è situata al margine del Parco regionale delle Alpi Apuane. Bergiola sovrasta il valico de La Foce, il passo che divide il comune di Carrara da quello di Massa.

## Storia
Il nome Bergiola potrebbe derivare dalla radice "berg", che in tedesco significa montagna, indicando così una stretta connessione del paese con la montagna sulla cui sorge, ovvero la Brugiana. Anche se menzionato tardi nei documenti storici, si ritiene che Bergiola abbia origini antiche come organizzazione demografica. L'area di Bergiola è significativa poiché attraversa il confine naturale della valle di Carrara, che un tempo era sede di pagus Ligure-Apuano, indicando così la sua importanza come punto di transizione tra due comunità.
Fino al XV secolo, ci sono poche informazioni documentate sulla vita del borgo. Essendo ai margini della zona marmifera, Bergiola mantenne per lungo tempo un'economia agro-silvo-pastorale e rimase chiusa in sé stessa ed autosufficiente. Tuttavia, nel 1490, iniziarono ad apparire nei documenti numerosi contratti notarili con abitanti o provenienti da Bergiola, indicando un aumento di attività economica, in particolare legata alla vendita di terreni e alla lavorazione del marmo.
Nel XVI secolo, a seguito di una pestilenza, Bergiola subì una forte diminuzione della popolazione, ma successivamente attirò nuovi abitanti provenienti da altre regioni, in particolare da Liguria. Nonostante le difficoltà per gli stranieri ad essere accettati nella comunità vicinale, Bergiola, insieme ad Avenza, costituiva un'eccezione a questa regola.
Nel 1769, la popolazione di Bergiola era di 72 abitanti, ma in alcuni censimenti successivi venne inclusa nella comunità di Bedizzano. 
Nell'inverno 1944-1945 Bergiola si ritrovò nelle immediate retrovie della linea Gotica e il 16 settembre 1944, in seguito all'uccisione di un soldato tedesco presso il passo della Foce, il paese venne assaltato dai nazisti della 16. SS-Panzergrenadier-Division "Reichsführer SS" supportati dai fascisti dalle Brigate Nere. Nel corso del rastrellamento venne fucilato il maresciallo della Guardia di Finanza Vincenzo Giudice, il quale si era invano offerto come ostaggio. Successivamente i nazifascisti portarono poi una trentina di civili, quasi tutti donne e bambini dentro la locale scuola elementare che diedero poi alle fiamme. Altre vittime vennero invece costrette dagli aguzzini a rinchiudersi nelle proprie case poi bruciate dagli stessi tedeschi. Nel corso dell'eccidio morirono oltre settanta persone.

## Monumenti e luoghi d'interesse
- Chiesa di San Rocco
- Edicola di San Rocco (1545)
- Fontana del "Topo"
- Monumento ai Martiri dell'eccidio di Bergiola Foscalina
- Lapide in memoria dell'eccidio
- Lapide al maresciallo Giudice

## Società

### Evoluzione demografica
Abitanti censiti